# Vatileaks
Vatileaks je označení používané pro únik dopisů a dokumentů psaných papežem Benediktem XVI., státním sekretářem Tarcisio Bertonem, kardinálové, nebo členové vedení vatikánské banky, které zveřejnil italský novinář Gianluigi Nuzzi v knize „Jeho Svatost, tajné dokumenty papeže Benedikta XVI.“ 

Autor knihy čerpal z dokumentů získaných z počítače hlavního auditora, jež dohlížel na hospodaření Vatikánu. Podle těchto dokumentů  měla papežská kurie pro potřeby svých členů zpronevěřila asi 400 milionů eur (10,8 miliardy Kč). Podle Vatikánu šlo o tajné dokumenty, které se neměly na veřejnost dostat.
V listopadu 2015 byl kvůli úniku informací o financích Vatikánu zahájen soudní proces s pěti obviněnými. Těmi jsou dva italští novináři Emiliano Fittipaldi a Gianluigi Nuzzi, dva členové zvláštní papežské reformní komise Lucio Ángel Vallejo Balda a Francesca Chaouquiová, posledním je Baldův tajemník Nicola Maio.